# John Morris (rugby à XIII)
Pour les articles homonymes, voir John Morris et Morris.

a Compétitions nationales et continentales officielles uniquement.

b Matchs officiels uniquement.
John Morris, né le 29 juillet 1980 à Scone (Australie), est un joueur et entraîneur australien de rugby à XIII évoluant au poste de talonneur, d'ailier, de demi d'ouverture ou de demi de mêlée dans les années 2000 et 2010. En tant que joueur, il débute à Newcastle en National Rugby League, avant de rejoindre Parramatta, les Wests Tigers et de terminer sa carrière à Cronulla-Sutherland. Il a disputé plus de 300 matchs de NRL au cours de sa carrière. Il prend également part à deux reprises au City vs Country Origin.
Après sa carrière de joueur, il devient entraîneur en 2017 en prenant en main l'équipe jeune des Cronulla-Sutherland où cette même année il est désigné meilleur entraîneur des jeunes de NRL. En janvier 2019, il est nommé à la tête de l'équipe première de Cronulla-Sutherland en NRL à la suite de l'interdiction de Shane Flanagan d'exercer.

## Palmarès
- Collectif : 
  - Vainqueur de la National Rugby League : 2001[1] (Newcastle).